# Gregory Vargas
Gregory Vargas (Ocumare del Tuy, Miranda; 18 de febrero de 1986) es un jugador de baloncesto venezolano que pertenece a la plantilla de Trotamundos de Carabobo de la Superliga Profesional de Baloncesto de Venezuela.

## Trayectoria
Ha jugado en varios países latinoamericanos como en México, República Dominicana y Puerto Rico. Para la temporada 2015-16 firma por el Maccabi Haifa de Israel, en los que promedia 12'8 puntos, 6'5 asistencias y 2'3 robos por partido.
En el año 2006 es seleccionado como novato del año en la Liga Profesional de Baloncesto de Venezuela con Panteras de Miranda En 2017 ficha por Montakit Fuenlabrada de la Liga Endesa en España
En marzo de 2021 firma con Cocodrilos de Caracas  para disputar la II Edición de la Superliga de Baloncesto de Venezuela.
En la temporada 2021-22, firma por el Hapoel Haifa B.C. de la Ligat Winner.
El 16 de junio de 2022 firma por los Gladiadores de Anzoátegui de la SPB. Con 1,80 metros de estatura, juega en la posición de base.
El 2 de junio de 2025 se incorporó a los Trotamundos de Carabobo de la Superliga Profesional de Baloncesto de Venezuela.

## Selección nacional
Vargas participó con Venezuela en el Campeonato FIBA Américas de 2015 en la Ciudad de México, México. En el torneo, Vargas y la selección venezolana se proclamaron campeones de la competición por segunda vez en la historia. Esta gran actuación el equipo venezolano les otorgó la clasificación para los Juegos Olímpicos de Río de Janeiro de 2016.
Durante agosto y septiembre de 2023 fue integrante de la selección de Venezuela que participó en el Mundial de 2023 celebrado en Asia, y que finalizó en trigésimo lugar.